# Амельченко Антон Дем'янович
Антон Дем'янович Амельченко (біл. Антон Дзям'янавіч Амельчанка; нар. 27 березня 1985, Гомель, Білоруська РСР) — білоруський футболіст, воротар. Виступав у Білорусі.

## Клубна кар'єра
Вихованець гомельського футболу, перший тренер – Юрій Головей. 2004 року дебютував в основному складі клубу «Гомель». У своєму першому сезоні зіграв 5 матчів у чемпіонаті Білорусі, у другому – 15. З 2006 року був гравцем «Москви», виступав за дублюючий склад. Деякий час разом з Юрієм Жевновим та Іллею Гавриловим утворював білоруське тріо воротарів «Москви». У 2007 році провів 4 матчі у чемпіонаті Росії за основний склад.
10 березня 2010 року підписав 3-річний контракт із «Ростовом». За підсумками сезону 2010 року визнаний уболівальниками «Ростова» найкращим гравцем клубу в сезоні. У грудні розірвав контракт.
20 грудня 2010 року підписав контракт із московським клубом «Локомотив» терміном на 3 роки. Учасник Ліги Європи 2011/12. Проте не отримував належної ігрової практики, залишався на лаві запасних. 7 червня 2012 року перейшов в оренду до «Терека» на сезон 2012/13 років.
13 червня 2013 року повернувся до «Ростова», підписавши контракт терміном на 3 роки.  Вже не мав місця в стартовому складі, зрідка виходив на поле. У 2015 році розірвав угоду з командою через невиплати зарплати.
28 червня 2015 року підписав контракт із «Факелом», але вже 28 листопада 2015 року контракт було розірвано. У підсумку повернувся в Білорусь, поповнив склад «Білшини». У липні 2016 року покинув бобруйський клуб. У другій половині 2016 року залишився без команди, самостійно підтримував форму в рідному Гомелі.
У січні 2017 року приєднався до складу «Крумкачів». У столичному клубі став основним воротарем, але в травні 2017 року отримав травму. У липні 2017 року ухвалив рішення завершити футбольну кар'єру через проблеми зі здоров'ям.

## Кар'єра в збірній
Виступав за молодіжну збірну Білорусі. У національній збірній Білорусі дебютував 22 серпня 2007 року у товариському матчі зі збірною Ізраїлю у Мінську (2:1). Всього за збірну провів 7 матчів.

## Кар'єра тренера
З 2018 року працював у «Гомелі» тренером воротарів дублюючого складу. У січні 2020 року увійшов до тренерського штабу основної команди як тренер воротарів. У грудні 2021 року разом із головним тренером Іваном Біончиком перебрався до солігорського «Шахтаря». У квітні 2022 року разом із Біончиком покинув «Шахтар».

## Досягнення

### Командні
«Ростов»
- Кубок Росії
  -  Володар (1): 2013/14

### Особисті досягнення
- Найкращий гравець команди у сезоні 2010 року («Ростов»)

## Особисте життя
Дружина Вероніка. 5 квітня 2012 року народилася донька Софія.